# Dreisamstadion

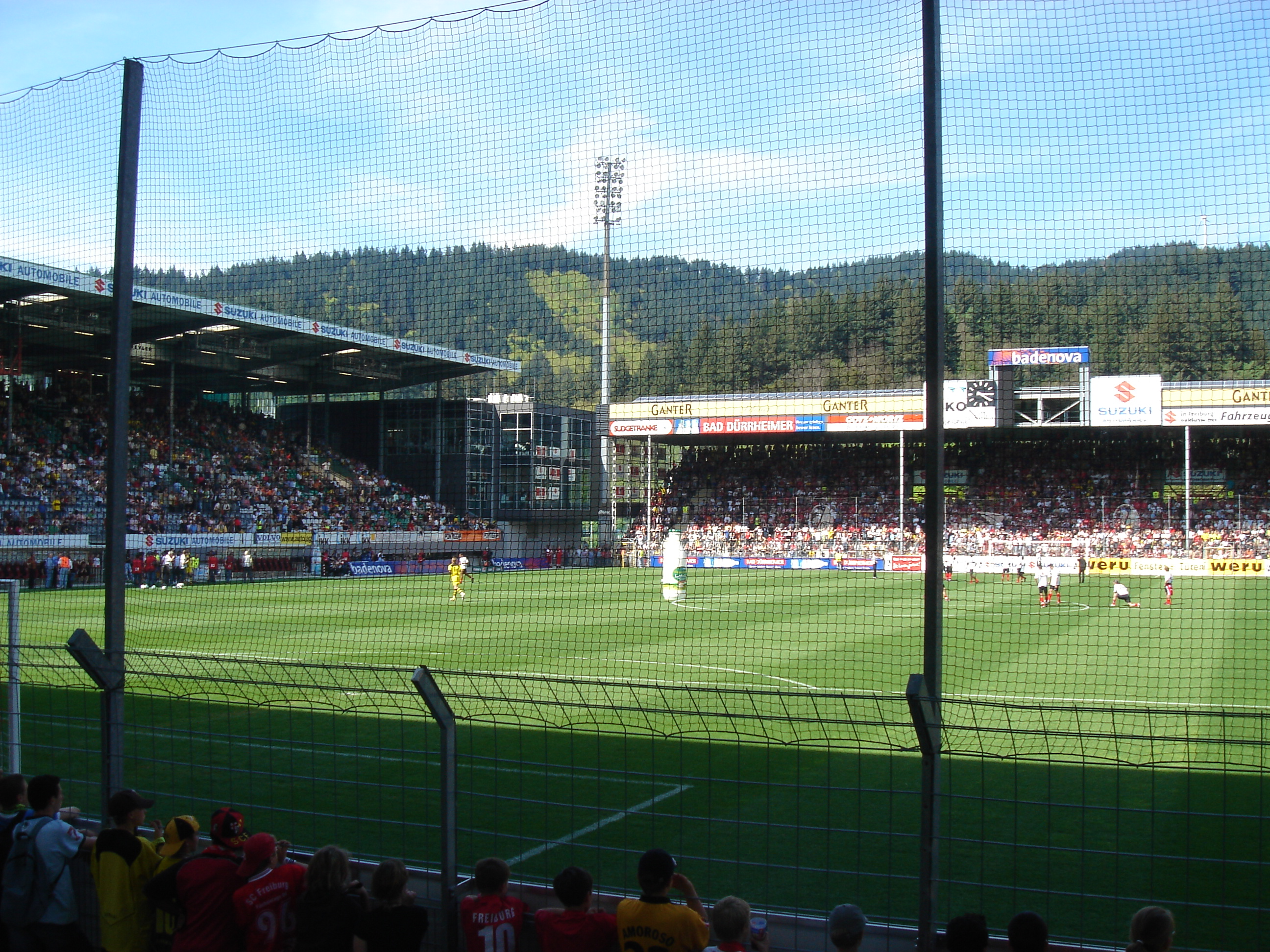
Nordwesten

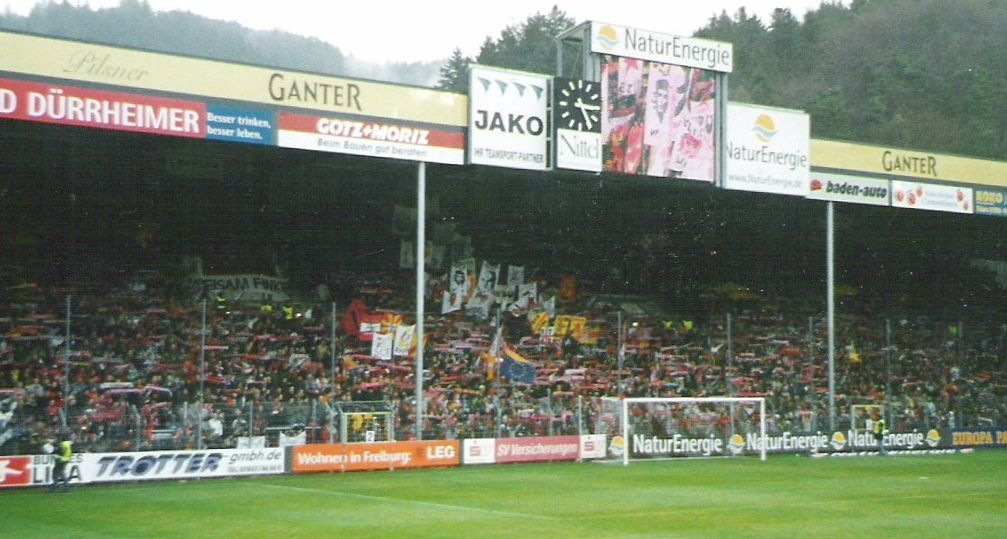
Nordtribüne

Das Dreisamstadion ist ein Fußballstadion in der baden-württembergischen Großstadt Freiburg im Breisgau. Die Sportanlage ist Eigentum der Stadt und liegt im östlichen Stadtteil Waldsee an der Schwarzwaldstraße unmittelbar am namensgebenden Fluss Dreisam. Die erste Herrenmannschaft des SC Freiburg trug hier von September 1955 bis September 2021 ihre Heimspiele aus, die seit dem 7. Oktober 2021 in dem neu gebauten Europa-Park-Stadion stattfinden. Seit der Saison 2021/22 spielen die zweite Herrenmannschaft und die Frauen des SC Freiburg ihre Heimspiele an der Dreisam aus.

## Geschichte

### Geschichte bis 1993
Die erste eigene Spielstätte des SC war das 1928 eingeweihte Winterer-Stadion, das der Verein 1936 verlassen musste, da das Gelände für die Luftwaffe als Flugplatz benötigt wurde. So verfügte der SC Freiburg nach dem Zweiten Weltkrieg zunächst über keinen eigenen Sportplatz und musste die Anlage der Turnerschaft nutzen. Erst 1953 erhielt der Verein ein Gelände im Osten der Stadt, auf dem ein Sportplatz angelegt wurde, der im September 1955 offiziell eingeweiht wurde.
1970 wurde das Dreisamstadion zunächst um eine Tribüne an der Südseite mit 480 überdachten Sitzplätzen erweitert, ehe acht Jahre später – nach dem Aufstieg in die Zweite Bundesliga – der erste große Ausbau bevorstand. Mit der Errichtung einer Haupttribüne mit 1800 Sitzplätzen und der Erweiterung der Stehränge im Jahr 1980 stieg die Kapazität sodann auf 15.000 Plätze.

### Modernisierung seit Bundesliga-Aufstieg 1993
Mit dem Aufstieg in die Bundesliga 1993 erhielt das Stadion eine Flutlichtanlage. Außerdem wurde die Osttribüne auf der Gegengeraden überdacht und um 1580 Sitzplätze erweitert. Es folgte eine Aufstockung der Haupttribüne auf 5000 Sitzplätze. In der Winterpause der Saison 1994/95 wurde mit dem Bau einer neuen Hintertortribüne an der Südseite begonnen, nach Beendigung der Bauarbeiten im Juli 1995 stieg die Kapazität auf 18.000.
Auf die heutige Größe kam das Stadion schließlich im Jahr 1999, als die Nord- sowie die Osttribüne erweitert bzw. neu errichtet wurden. Die Nordtribüne bietet 6000 Zuschauern einen Stehplatz, die Osttribüne enthält 7.000 Sitzplätze. Beide Tribünen sind überdacht. Des Weiteren entstanden vor der Osttribüne behindertengerechte Plätze direkt am Spielfeld.
Insgesamt bietet das Stadion nun 24.000 Zuschauern Platz, wobei 14.000 Sitzplätze und 10.000 Stehplätze zur Verfügung stehen. Alle Tribünen sind überdacht. Aufgrund einer Klage aus der Nachbarschaft wurde es dem Verein untersagt, weitere Kapazitätserhöhungen am Stadion durchzuführen.
Da das Stadion nicht den UEFA-Richtlinien entspricht (das Spielfeld ist 4,50 Meter zu kurz), dürfen dort Spiele von europäischen Wettbewerben, die über die Qualifikationsphase hinausgehen, nur mit einer Sondergenehmigung ausgetragen werden. Die DFL erteilte auch für die Saison 2012/13 dem SC Freiburg eine Ausnahmegenehmigung für die Bundesliga.
Mittlerweile wurde das Stadion weiter umgebaut. Über zwei Photovoltaik-Kraftwerke mit einer Leistung von 250.000 Kilowattstunden pro Jahr wird ein großer Teil des Energiebedarfs gedeckt. Auch die Rasenheizung wird umweltschonend mit Stirlingmotoren betrieben. Mit dem Anbau eines Funktionsgebäudes im Jahre 2004 wurde der Komfort für die V.I.P.-Gäste gesteigert. Dieses Gebäude befindet sich in der Nordwestecke des Stadions. Hinter der Nordtribüne wurde ein Fanhaus errichtet, welches durch die Fangemeinschaft, dem Dachverband der organisierten SC-Freiburg-Fans, geführt wird.
Bereits mehrfach fanden in diesem Stadion Länderspiele statt, zuletzt bestritt die deutsche Fußballnationalmannschaft kurz vor der Fußball-Weltmeisterschaft 2006 ein Freundschaftsspiel gegen Luxemburg, während der Fußball-Weltmeisterschaft diente das Stadion als Trainingsplatz für die Nationalmannschaft der Niederlande, die in Hinterzarten ihr Quartier bezogen hatte. Die deutsche U-21-Nationalmannschaft der Männer war bislang dreimal zu Gast.
Die deutsche Nationalmannschaft der Frauen bestritt am 28. Februar 2008 ein Freundschaftsspiel gegen China an der Dreisam. Trotz der ungünstigen Terminierung um 16 Uhr an einem Donnerstag kamen knapp 20.000 Zuschauer und sahen einen 2:0-Sieg der deutschen Mannschaft. Im Mai 2010 kehrte die Nationalmannschaft der Niederlande nach Freiburg zurück. In der WM-Vorbereitung bestritt „Oranje“ ein Testspiel gegen die Nationalmannschaft Mexikos.

### Auszug der Freiburger Profis 2021
Nachdem im Jahr 2012 festgestellt worden war, dass eine Modernisierung des Stadions unwirtschaftlich ist, wurde im Februar 2015 in einem Bürgerentscheid beschlossen, in den nächsten Jahren am Flugplatz Freiburg ein komplett neues Stadion zu errichten. Im November 2018 begann der Bau des Stadion am Wolfswinkel, in das der SC Freiburg mit dem Beginn der Saison 2020/21 umziehen wollte. Da sich der Bau aufgrund der COVID-19-Pandemie verzögerte, gab der Verein für die Lizenzierung zur Saison 2020/21 neben dem neuen Stadion auch das Dreisamstadion als Spielstätte an. Der Pachtvertrag für das alte Stadion musste im Februar 2021 ein weiteres Mal verlängert werden, auch weil über das Nachtspielverbot im neuen Stadion noch nicht entschieden war. Wann der SC das neue Stadion beziehen würde, war zu dieser Zeit noch unklar, denn auch die Arbeiten an der Stadiontechnik waren noch nicht abgeschlossen. Aus diesem Anlass öffnete der Sport-Club vom 15. bis 25. Juli 2021 die Tore des Stadions für die Bevölkerung bei freiem Eintritt. Außerdem gab es ein Testspiel.
Zur Saison 2021/22 zog der SC Freiburg II nach seinem Aufstieg in die 3. Liga in das Dreisamstadion. Die erste Mannschaft trug ihre ersten drei Ligaspiele im Dreisamstadion aus und zog Mitte Oktober 2021 zum 8. Spieltag in das neu gebaute Stadion um. Das letzte Bundesligaspiel im Dreisamstadion fand am 26. September 2021 statt. Dieses letzte Heimspiel gewann die Bundesligamannschaft mit 3:0 gegen den FC Augsburg. Nach 67 Jahren und 360 Partien in der Bundesliga mit 999 Toren wechselte der Club in das neue Stadion.
Die SC-Frauen trugen ihre ersten Heimspiele der Saison 2021/22 im Möslestadion aus und wechselten nach dem Auszug der Herren-Profimannschaft in das Dreisamstadion. Ihre erste Partie dort war das DFB-Pokal-Achtelfinale am 1. November 2021, eine 0:3-Niederlage gegen den VfL Wolfsburg. Das erste reguläre Ligaspiel in der Frauen-Bundesliga fand am 10. Dezember 2021 gegen den 1. FC Köln statt und endete in einem Unentschieden.
Im August 2023 kehrte die Männermannschaft für das Pokalspiel gegen den SV Oberachern in das Dreisamstadion zurück. Einen Monat später feierten die Freiburger Frauen in der Saisoneröffnung gegen den FC Bayern München mit 13.234 Zuschauern einen neuen Besucherrekord.
Im Mai 2025 wurde bekannt, dass der SC Freiburg zehn Millionen Euro in den Umbau des Dreisamstadions investiert, um den Frauen- und Mädchenfußball sowie den Breitensport zu fördern. Geplant sind neue Sportflächen, darunter ein Kunstrasenplatz mit Rasenheizung, zusätzliche Kabinen und ein Kompetenzzentrum Kindersport. Die Umbaumaßnahmen sollen bis Herbst 2026 abgeschlossen sein.

## Verkehrsanbindung
Das Stadion ist über die Stadtbahnlinie 1 in Richtung Littenweiler oder über den Bahnhof Freiburg-Littenweiler der Höllentalbahn erreichbar. Bei Heimspielen werden die Schwarzwaldstraße sowie Verbindungsstraßen zwischen der Hansjakobstraße und der Schwarzwaldstraße für Nichtanlieger gesperrt. Für den Radverkehr ergibt sich eine Anbindung über den FR 1 über Schwarzwaldstraße und Sandfangweg entlang der Dreisam beziehungsweise den Radschnellweg nach Kirchzarten über den Ottliensteg und die Karthäuserstraße zur Innenstadt. Alternativ führt weiter südlich der FR 8 in die Wiehre.

## Stadionzeitung
Als Stadionzeitung gab es bis zur Saison 1995/96 den kostenlos verteilten „SC-Report“, seitdem existiert das Stadionmagazin „Heimspiel“. Seit dem ersten Aufstieg in die Bundesliga 1993 hat es eine Vielzahl von Fanzines aus der Freiburger Fanszene gegeben. Zu den auch über die Grenzen Freiburgs hinaus bekannteren Fanzines zählte der „Fanman“ und das „Charly“. In der Saison 2009/10 veröffentlichte die Freiburger Ultra-Szene in unregelmäßigen Abständen den „Bruddler“, den Nachfolger des „Dreisamgeplätscher“ der Wilden Jungs Freiburg, welches zwei Mal in der Saison 2008/09 erschien. Aufgrund von Differenzen wurde dieses Projekt allerdings wieder zu Gunsten des „Dreisamgeplätscher“ eingestellt, welches seit der Saison 2010/11 wieder halbjährlich erscheint und alleine von der WJF herausgegeben wird.

## Spielfeld
Das Spielfeld hat ein Gefälle. Der Höhenunterschied zwischen den beiden Toren beträgt knapp einen Meter. Der Platz kann aber nicht geebnet werden, da das Fundament des Dachträgers in die Spielfläche hineinreicht. Auch ist die Spielfläche um drei Meter zu kurz und entspricht daher nicht den Bundesliga-Vorgaben. Der SC Freiburg spielte mit einer Ausnahmegenehmigung im Dreisamstadion.

## Namenssponsoring

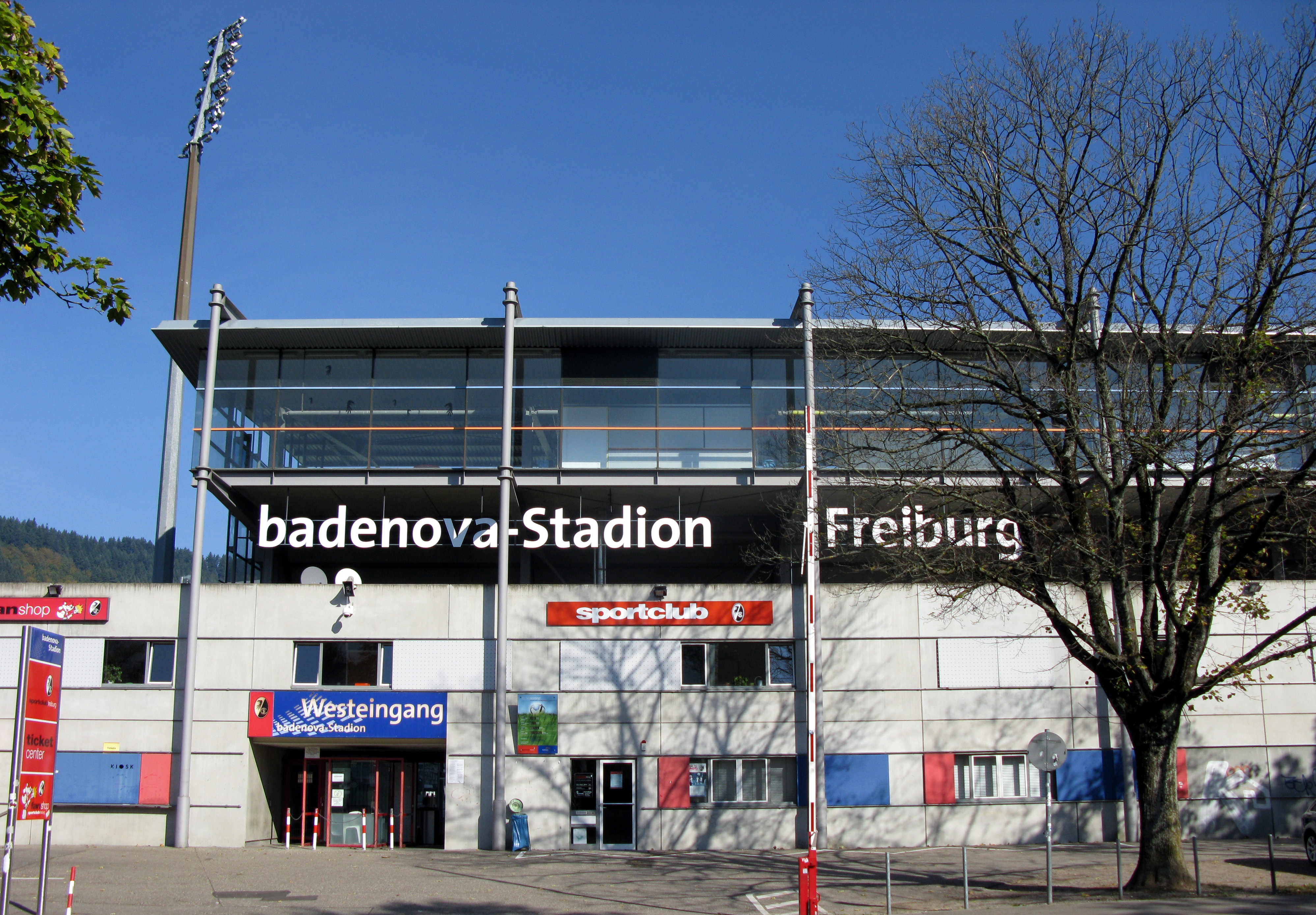
Sponsorenschriftzug 2011

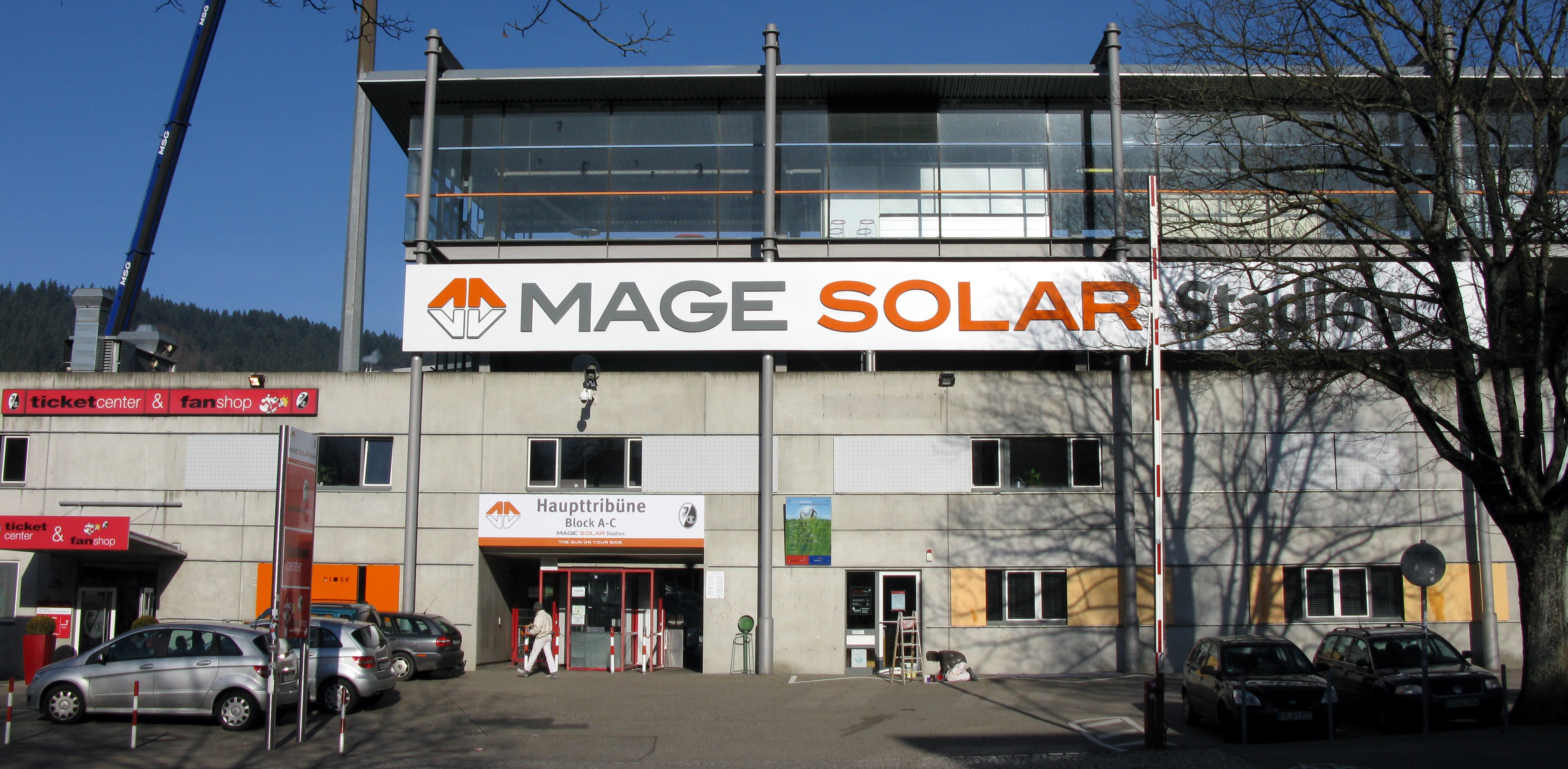
Sponsorenschriftzug 2012

Zur Saison 2004/05 erwarb das Freiburger Energieversorgungsunternehmen Badenova die Namensrechte für fünf Jahre, woraufhin das Stadion offiziell Badenova-Stadion hieß. Anfang 2007 wurde der Vertrag bis 2010, Ende 2010 bis nach der Saison 2013/14 verlängert.
Anfang 2012 wurde Mage Solar im Einvernehmen aller Parteien vorzeitig neuer Namensgeber des Stadions, das fortan offiziell Mage Solar Stadion hieß. Badenova blieb in anderer Rolle Sponsor des SC Freiburg.
Nachdem Mage Solar 2013 in die Insolvenz gehen musste, wurde das Sponsoring nach dem Vertragsende nach der Saison 2013/14 nicht mehr fortgeführt. Offiziell wurde das Stadion ab Juli 2014 für einen kurzen Übergangszeitraum Stadion an der Schwarzwaldstraße genannt.
Ende September 2014 wurde bekannt gegeben, dass die Schwarzwald Tourismus GmbH die Namensrechte des Stadions für die Dauer von fünf Jahren gemeinsam mit sieben Finanzierungspartnern (Freiburg Wirtschaft Touristik und Messe GmbH & Co. KG, Hochschwarzwald Tourismus GmbH, Liftverbund Feldberg, Hermann Wein Schwarzwälder Genuss Manufaktur, Julabo Temperiertechnik, Schleith-Gruppe sowie AHP Merkle) erworben habe und das Stadion zukünftig Schwarzwald-Stadion heißen werde. Der Namensänderung wurde am 7. Oktober 2014 durch den Freiburger Gemeinderat zugestimmt. Der Vertrag wurde in der Saison 2018/19 bis zum Ende der Saison 2019/20 verlängert, nach der der Umzug in das Europa-Park-Stadion geplant war. Nachdem der Wechsel nicht vollzogen werden konnte, war der Vertrag noch für die Saison 2020/21 gültig.
Ende Juni 2021 beschloss der Gemeinderat, das Stadion angesichts des bevorstehenden Umzuges des Sport-Clubs wieder in Dreisamstadion umzubenennen.

## Länderspiele

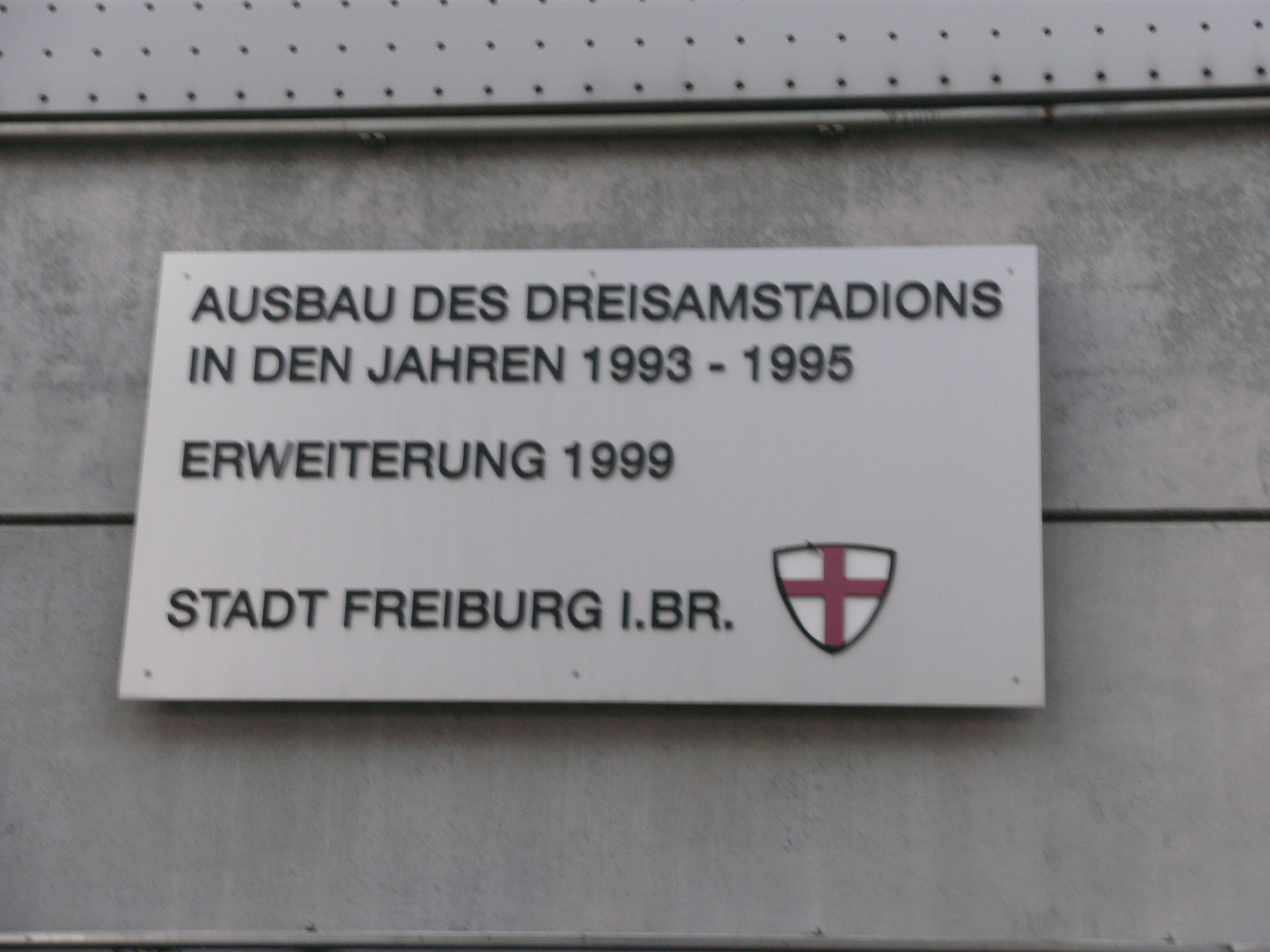
Plakette der Stadt zum Ausbau

### Männer
Vier Länderspiele der deutschen Fußballnationalmannschaft der Männer fanden im Dreisamstadion bzw. Badenova-Stadion statt:
- 7. Juni 2000:  Deutschland –  Liechtenstein 8:2
- 9. Mai 2002:  Deutschland –  Kuwait 7:0
- 27. Mai 2004:  Deutschland –  Malta 7:0
- 27. Mai 2006:  Deutschland –  Luxemburg 7:0

U21-Nationalmannschaft:
- 31. Aug. 2001:  Deutschland –  England 1:2
- 13. Aug. 2013:  Deutschland –  Frankreich 0:0
- 17. Nov. 2019:  Deutschland –  Belgien 2:3

Außerdem spielten die niederländische und die mexikanische Fußballnationalmannschaft gegeneinander:
- 26. Mai 2010:  Niederlande –  Mexiko 2:1

### Frauen
Die Frauennationalmannschaft war bisher ein Mal im Freiburger Stadion zu Gast:
- 28. Feb. 2008:  Deutschland –  Volksrepublik China 2:0

## Auszeichnungen
- 2007: Ort der Ideen im Rahmen der Initiative Deutschland – Land der Ideen in der Kategorie „Umwelt“